# Malpartida de Cáceres
Malpartida de Cáceres ist eine Gemeinde mit 4.030 Einwohnern (Stand: 2024) in der Extremadura, Spanien. Der Ort liegt rund zehn Kilometer westlich von Cáceres in der gleichnamigen Provinz.
Zur Gemeinde gehört das 319 Hektar große Naturschutzgebiet Los Barruecos, in dem, wie in anderen Bereichen der 32 km² großen Gemarkung, u. a. der Weißstorch (Ciconia ciconia, span: Cigüeña) überwintert. Für Schutzmaßnahmen wurde die Kleinstadt im Jahre 1997 von der Stiftung Europäisches Naturerbe als Europäisches Storchendorf ausgezeichnet. In Los Barruecos gibt es darüber hinaus eine große Zahl von Relikten aus dem Neolithikum.
Im Ort befinden sich zwei Museen zeitgenössischer Kunst: Das Museo Vostell Malpartida wurde im Jahre 1976 von dem deutschen Künstler Wolf Vostell und der spanischen Autorin Mercedes Vostell gegründet. Es befindet sich drei Kilometer vom Stadtzentrum entfernt und enthält sowohl Werke des Künstlers wie auch anderer Fluxus-Künstler (z. B. Yoko Ono, Nam June Paik, Ben Vautier und Benjamin Patterson). Das Museu Narbón, eine Galerie mit Werken des spanischen Malers Juan José Narbón, liegt im Ortskern.

## Söhne und Töchter
- Francisco Cerro Chaves (* 1957), römisch-katholischer Erzbischof von Toledo